# Слатина (Румъния)
Вижте пояснителната страница за други значения на Слатина.
Слатина (на румънски: Slatina) е град в Румъния, в историко-географската област Олтения, част от Влашко. Слатина е административния център на окръг Олт. Градът е разположен на река Олт.

## История
Град Слатина е споменат за първи път на 20 януари 1368 г. в официален документ на влашкия княз Владислав I Влайку. Документът позволява на търговците от трансилванския град Брашов да не плащат мито, минавайки през Слатина. Думата „Слатина“ има славянски произход и калкира от „сламтина“, т.е. „солена земя / вода“. Има теория за връзка с латинската дума „Salatina“.
В края на XVIII век в Слатина са построени църквите „Свети Йоан Предтеча“ и „Св. св. Константин и Елена“, изписани по-късно от дебърски майстори.

## Икономика
„Алро Слатина“ е най-голямата компания за производство на алуминий в Югоизточна Европа. Други компании, базирани в Слатина, са „АЛПРОМ“ (алуминий), „Алтур“ (машинни елементи), „Пирели Тайърс Роумения“ (автомобилни гуми), „Корд Роумения“ (стоманени шнурове за гуми), „Артром СА“ (производство на стоманени тръби).
Най-старият частен бизнес в града е хлебарницата „Албанският майстор“ (La atletul albanez).

## Спорт
В Слатина има футболен клуб - ФК Алро Слатина, който играе във Втора лига на Румъния.
В града е базиран и женският хандбален тим КЗН Слатина, който също играе във втората лига.

## Личности
- Йожен Йонеско (Еуджен Йонеску)
- Йон Минулеску